# Hodeng-Hodenger
Hodeng-Hodenger település Franciaországban, Seine-Maritime megyében. Lakosainak száma 281 fő (2022. január 1.). Hodeng-Hodenger Beauvoir-en-Lyons, Brémontier-Merval, Fry, Ménerval, Mésangueville és Saumont-la-Poterie községekkel határos.

## Népesség
A település népességének változása:
| Lakosok száma | 280  | 284  | 283  | 279  | 277  | 272  | 268  | 268  | 281  |
|               | 2013 | 2015 | 2016 | 2017 | 2018 | 2019 | 2020 | 2021 | 2022 |